# Distrito de Leribe
Leribe es un distrito de Lesoto. Tiene una superficie de 2.828 km² y una población de aproximadamente 298.352 hab. (2006). Hlotse es la capital del distrito.
- Datos: Q819987
- Multimedia: Leribe District / Q819987